# Douglas Coupland
Œuvres principales
- Génération X (1991)

Douglas Coupland, né le 30 décembre 1961 à Baden Söllingen, Rheinmünster en Allemagne, est un écrivain canadien. Il est particulièrement connu pour son roman Génération X (en anglais Generation X: Tales for an Accelerated Culture), paru en 1991. L'œuvre de Coupland aborde de façon centrale les difficultés de la vie de cette génération, notamment la saturation de son espace par les medias, l'absence de valeurs religieuses et l'instabilité économique. On l'assimile au courant dit d'Anticipation sociale. Parallèlement à ses activités d'écrivain, il crée également de l'art visuel depuis 1989.

## Biographie
Douglas Coupland naît dans une base de l'OTAN à Baden Söllingen, en Allemagne ; c'est le troisième garçon du Dr Douglas Charles Thomas et de C. Janet Coupland. Quatre ans plus tard, sa famille rentre au Canada, où il est élevé et vit encore.
Coupland quitte Vancouver à l'adolescence pour étudier la physique à l'Université McGill à Montréal, où il ne passe que deux ans avant de retourner à Vancouver pour suivre des études de sculpture à l'Emily Carr Institute of Art and Design. Diplômé, il part travailler en Europe et au Japon avant de retourner dans sa ville natale, où il commence à écrire sur la culture populaire et la jeunesse pour des magazines locaux. Ces sujets se retrouveront dans l'œuvre qui lui vaudra la reconnaissance, Génération X (1991), qui sera encensée par la critique anglo-saxonne pour sa description de l'angoisse existentielle d'une génération (née approximativement du milieu des années 1960 au début des années 1970), génération à laquelle le titre du roman fournira une étiquette. À la suite de la parution du livre, Coupland lui-même apparaît dans une série de spots promotionnels sur MTV, lisant des extraits de Génération X.
Son roman suivant, Shampoo Planet (1992), est d'une structure plus conventionnelle que le précédent mais en conserve plusieurs caractéristiques, notamment un regard détaillé et acéré sur les vies et manies de ses jeunes protagonistes - jeux vidéo, parents ex-hippies, obsession de l'apparence. Microserfs (1995) a pour sujet le milieu de la haute technologie à Seattle, Washington et Palo Alto, Californie, comparant la culture d'entreprise de Microsoft avec le début des start-up de la bulle internet.
Girlfriend dans le coma (en anglais Girlfriend in a Coma, allusion directe - comme il s'en retrouve beaucoup dans le texte du roman - à une chanson du groupe The Smiths) démontre une volonté d'élargir sa thématique et constitue alors son œuvre la plus aboutie. Comme pour ses précédents romans, la critique lui reproche néanmoins une construction bancale.
Avec l'apparition d'éléments surnaturels, Girlfriend dans le coma marque un changement dans l'œuvre de Coupland, dont la production inclura dès lors systématiquement des évènements de l'ordre soit du surnaturel, soit de l'improbable (accident d'avion, impact de météorite), qui lui permettent d'aborder et d'explorer de nouveaux thèmes.
Si ses livres sont riches en humour, commentaire social et autres descriptions acérées, la critique lui a souvent reproché de porter une attention moindre à l'intrigue et à sa résolution. La fin apocalyptique de Girlfriend…, qui semble forcée et peu synchrone avec le reste du livre, est souvent citée comme exemple de ce défaut. Dans ce contexte, Miss Wyoming (1999) est peut-être son roman le plus abouti.
La société de production de la réalisatrice Sofia Coppola a acquis les droits d'adaptation cinématographique de Generation X en 2001, mais l'option d'un an a depuis expiré, laissant une éventuelle adaptation en suspens. En 2005, Coupland a mentionné dans une interview avec le magazine The Advocate qu'une adaptation de Toutes les familles sont psychotiques par Dreamworks (depuis racheté par Paramount Pictures) était en bonne voie. Dans la même interview, il a révélé son homosexualité au grand public.

## Œuvres

### Fiction
- Génération X, Robert Laffont, 1993 ((en) Generation X: Tales for an Accelerated Culture, 1991)  (ISBN 2264002190)
- (en) Shampoo Planet, 1992
- (en) Life After God, 1994, recueil de nouvelles
- Microserfs, Jean-Claude Lattès, 1996 ((en) Microserfs, 1995)  (ISBN 2709616815)
- Miss Wyoming, Au diable vauvert, 2017 ((en) Miss Wyoming, 1999)  (ISBN 979-1030700718)
- Girlfriend dans le coma, Au diable vauvert, 2004 ((en) Girlfriend in a Coma, 1998)  (ISBN 2846260648)
- Toutes les familles sont psychotiques, Au diable vauvert, 2004 ((en) All Families Are Psychotic, 2001)  (ISBN 2846260397)
- (en) God Hates Japan, 2001Publié uniquement au Japon, en Japonais avec un titre en anglais. Le titre japonais est 神は日本を憎んでる (Kami wa Nihon wo Nikunderu)
- Hey, Nostradamus !, Au diable vauvert, 2006 ((en) Hey Nostradamus!, 2003)  (ISBN 2846260990)
- Eleanor Rigby, Au diable vauvert, 2006 ((en) Eleanor Rigby, 2004)  (ISBN 2846261431)
- (en) The Gum Thief, 2007
- jPod, Au diable vauvert, 2010 ((en) jPod, 2006)  (ISBN 2846262217)
- Génération A, Au diable vauvert, 2013 ((en) Generation A, 2009)  (ISBN 978-2846265089)
- Joueur_1, Au diable vauvert, 2011 ((en) Player One, 2010)  (ISBN 9782846263481)
- La Pire. Personne. Au monde, Au diable vauvert, 2015 ((en) Worst. Person. Ever, 2013)  (ISBN 979-1030700084)
- (en) Binge, 2021, recueil de nouvelles

### Hors fiction
- (en) Polaroids From The Dead, 1996, recueil
- (en) Lara's Book: Lara Croft and the Tomb Raider Phenomenon, 1998
- (en) City of Glass, 2000
- (en) Souvenir of Canada, 2002
- (en) School Spirit, 2002
- (en) Souvenir of Canada 2, 2004
- (en) Terry - The Life of Canadian Terry Fox, 2005
- (en) Extraordinary Canadians: Marshall McLuhan, 2009
- (en) Vancouver 2010 Official Souvenir Program, 2010[3]
- Obsolescence des données, Au diable vauvert, 2018 ((en) Bit rot: stories + essays, 2017)  (ISBN 9791030702118)

### Divers
- (en) September 10, 2004Pièce écrite et interprétée par Coupland
- (en) Everything's Gone Green, 2005, scénario

## Anecdote
- Le chanteur Milow cita Douglas Coupland dans son album North and South (2011) : « There are three things we cry about in life: things that are lost, things that are found, and things that are magnificient ».